# Malevy Leons
Malevy Leons (IJmuiden, 23 settembre 1999) è un cestista olandese, professionista in G League con gli Oklahoma City Blue.

## Carriera
Dopo aver completato la carriera universitaria con i Mineral Area College Cardinals e con i Bradley Braves, decide di candidarsi al Draft NBA 2024, non venendo però scelto e rimanendo undrafted. Firma poi un two-way contract con gli Oklahoma City Thunder, giocando per la squadra affiliata in G League degli Oklahoma City Blue. Esordisce poi in NBA il primo novembre 2024 contro i Portland Trail Blazers.

## Statistiche

### College
| Anno      | Squadra        | PG  | PT | MP   | TC%  | 3P%  | TL%  | RP  | AP  | PRP | SP  | PP   |
| --------- | -------------- | --- | -- | ---- | ---- | ---- | ---- | --- | --- | --- | --- | ---- |
| 2021-2022 | Bradley Braves | 31  | 29 | 29,5 | 50,0 | 38,1 | 82,9 | 5,9 | 1,4 | 0,7 | 1,1 | 9,9  |
| 2022-2023 | Bradley Braves | 35  | 35 | 30,6 | 46,6 | 35,4 | 77,6 | 6,0 | 1,2 | 1,5 | 1,5 | 11,1 |
| 2023-2024 | Bradley Braves | 35  | 35 | 34,4 | 48,8 | 34,1 | 78,3 | 7,1 | 1,3 | 1,5 | 1,5 | 13,8 |
| Carriera  | Carriera       | 101 | 99 | 31,6 | 48,3 | 35,7 | 79,1 | 6,3 | 1,3 | 1,3 | 1,4 | 11,7 |

### NBA

#### Regular season
| Anno      | Squadra          | PG | PT | MP  | TC% | 3P% | TL%  | RP  | AP  | PRP | SP  | PP  |
| --------- | ---------------- | -- | -- | --- | --- | --- | ---- | --- | --- | --- | --- | --- |
| 2024-2025 | Oklahoma Thunder | 6  | 0  | 3,5 | 0,0 | 0,0 | 50,0 | 0,5 | 0,2 | 0,0 | 0,0 | 0,3 |
| Carriera  | Carriera         | 6  | 0  | 3,5 | 0,0 | 0,0 | 50,0 | 0,5 | 0,2 | 0,0 | 0,0 | 0,3 |